# Ярость зверя
«Ярость зверя» (англ. Primal Rage) — художественный фильм 1988 года совместного производства Италии и США, триллер с элементами фантастического фильма и фильма ужасов, снятый режиссёром Витторио Рамбальди.

## Сюжет
В университетском городке одного из колледжей Майами в одной из лабораторий проводились биологические эксперименты над животными. Рядом с клеткой с подопытной обезьяной (как оказалось впоследствии сумасшедшей) очутился один молодой человек, которого она и укусила. Его рана начинает воспаляться, и человек превращается в мутанта, который убегает в город и начинает нападать на ни в чём неповинных мирных людей и заражать их опасной безумной болезнью.

## В ролях
- Пэтрик Лоу — Сэм Нэш
- Шерил Эратт — Лорен Дэли
- Бо Свенсон — Этридж
- Сэра Бакстон — Дебби
- Митч Уотсон — Фрэнк Даффи
- Даг Слоун — Ловеджой
- Луис Валдеррама — Чэт
- Джон Болдуин — Брайан
- Дженнифер Хингел — Кимберли
- Терк Харли — профессор Дженкинс

## Интересные факты
- В создании этого фильма участвовали родственники — семья Рамбальди: режиссёром был Витторио Рамбальди, спецэффекты создавал мастер спецэффектов Карло Рамбальди, помогал ему создатель спецэффектов грима Алекс Рамбальди. При съёмках ни одно животное не пострадало, как всегда Карло Рамбальди использовал муляжи, чрезвычайно похожие на живые существа.